# Sex and the City (bok)
Sex and the City är en amerikansk engelskspråkig bok skriven av Candace Bushnell. Sex and the City har blivit mest känd för att vara förebilden för TV-serien med samma namn. Boken upphovsrättsskyddades år 1996, och publicerades 1997. Boken släpptes ännu en gång år 2001.